# Lord Soth
Lord Soth, il Cavaliere della Rosa Nera (nome completo: Lord Loren Soth di Dargaard Keep), è un personaggio immaginario dell'universo fantasy Dragonlance, e più tardi di Ravenloft. È un cavaliere della morte e un Cavaliere di Solamnia decaduto del mondo di Krynn.
Tracy Hickman narra di aver avuto bisogno di un personaggio potente da contrapporre agli Eroi delle Lance per lottare alla Torre del Sommo Chierico, e in quel momento Lord Soth entrò improvvisamente nella sua mente con storia e personalità complete.

## Aspetto Fisico
In tutta la sua gloria di non morto, Soth si erge per ben 1,95 metri o più. Indossa un'armatura completa di piastre solamniche di fattura antica, ma gli anni e le molte battaglie hanno rovinato il delicato ornamento sulla corazza, oscurando gli intricati intaglii di martin pescatori, rose e spade, lasciando solamente una rosa nera e carbonizzata, divenuta in seguito il simbolo di Lord Soth. Un lungo mantello porpora pende pesantemente dalle spalle, sventolando dietro le spalle e raggiungendo quasi le ginocchia. Un lungo ciuffo Di crini neri sovrasta il suo elmo, portato all'antica maniera, e vetusto come il resto dell'armatura. Al suo fianco pende una spada, la cui micidiale lama ha assunto un colore nero a causa dei molti strati di sangue vecchio e rappreso a memoria eterna dalle sue innumerevoli vittime. Dell'invisibile volto del (ex paladino) Cavaliere della Morte solo due punti, fiammeggianti e rossi come il sangue, brillano dalle fenditure per gli occhi sull'elmo. La sua voce sembra un'eco nelle profondità di una caverna smisurata. Come per tutti i Cavalieri della Morte, vi è sempre un'innaturale aura di freddo e di oltretomba attorno a Soth. Il suo portamento è così terrificante che anche i kender ne sono spaventati.
Quando viaggia, Lord Soth monta su un incubo, un destriero demoniaco con manto nero come ebano e criniera e zoccoli fiammeggianti.

## Combattimento
Anche se malvagio e pieno di odio intenso per tutte le creature viventi, la maggior parte del tempo Soth mantiene orgoglioso le parvenze che ha avuto come Cavaliere di Solamnia e lotta onorevolmente. Non tende mai un agguato a un nemico di spalle, né colpisce prima che il nemico abbia sguainato la sua arma. Malgrado ciò, Soth è comunque un nemico terribile, un abominio non morto: egli ha forza sovrumana che migliora ulteriormente la sua abilità con la spada, appresa nella sua precedente vita di Cavaliere della Rosa. Soth può scagliare anche vari tipi d'incantesimi, incluse enormi palle infuocate, difese magiche che assordano o uccidono i nemici, muri di ghiaccio, coni di freddo e molto altro, comprese quelle mortali parole la cui pronuncia basta per uccidere un uomo. Le sue abilità gli permetteranno di distruggere il grande insediamento urbano di Palanthas, che era precedentemente noto come la "città mai conquistata".

## Storia

### La vita da Cavaliere
Soth era un Cavaliere della Rosa, il rango di cavaliere più stimato nei Cavalieri di Solamnia, ed era sposato. Lui e sua moglie, Lady Korrine di Gladria, tentarono più e più volte di avere un figlio per dare un erede alla casata Soth, ma ebbero pochi risultati positivi. La moglie di Soth visitò poi una strega che l'aiutasse con questo problema, ma questa avvertì che il bambino sarebbe stato una rappresentazione dell'anima di Soth. Pensando che Loran Soth fosse puro di cuore, la moglie non ebbe nessuna paura di questo avvertimento.
Poco tempo dopo, mentre quest'ultimo viaggiava coi suoi seguaci fedeli, il gruppo incontrò una banda di orchi che attaccava un gruppo di sacerdotesse elfiche: i cavalieri uccisero gli orchi, ma Soth s'innamorò della sacerdotessa più bella, l'elfa Silvanesti Isolde Denissa e successivamente riuscì a sedurla e a riportarla indietro a Dargaard Keep spacciandola per una sua amica al pubblico e a sua moglie.
Il giorno in cui la moglie di Soth partorì, lo sforzo fu molto doloroso. Dopo ore di parto il "bambino" venne alla luce: aveva la faccia simile a quella di un cucciolo di drago, con due braccia da un lato ed una gamba dall'altro. L'ultima gamba si trovava vicino alle natiche, come una coda. Soth andò su tutte le furie e, pensando che sua moglie lo avesse tradito con qualche genere di demone, squartò lei e l'abominio; egli chiese poi a Caradoc, il suo tenente, di liberarsi dell'evidenza e rivelare la notizia delle morti come un parto difficile.
Il cavaliere venne però smascherato dopo poco tempo, quando la domestica della padrona elfa, Mirrel Martlin, rivelò ai suoi superiori di essere incinta del figlio bastardo di Soth. Il Cavaliere fu portato a Palanthas, dove fu condotto di fronte all'Alta Corte di Giustizia: i giudici lanciarono poi un incantesimo a Istvan il Guaritore, l'uomo che aveva fatto nascere il suo primo "figlio", che lo costringeva a dire solamente la verità. Egli rivelò che il "figlio" e la moglie di Soth erano vivi e sani dopo la nascita del piccolo, e che il marito furioso li aveva assassinati in seguito. Soth fu spogliato del suo rango e bandito dal Cavalierato: sarebbe stato giustiziato e non avrebbe avuto con sé il supporto dei suoi seguaci, costretti a tornare dalla sua esecuzione alla sua patria, Dargaard Keep.

### La Maledizione della non-morte
Assediato dagli altri cavalieri, l'umore di Soth divenne nero, tanto da colpire anche la sua nuova moglie in più di un'occasione. Quando infine egli si rese conto del mostro che era divenuto, invocò l'aiuto della divinità Paladine, e sua moglie s'inginocchiò a pregare la divinità Mishakal: questa le mostrò il futuro e la distruzione che l'arrogante Re Prete di Istar stava per attirare su Krynn. La dea disse a Isolde che Soth avrebbe potuto fermare il Cataclisma combattendo contro il Re Prete e abbattendolo, e come ricompensa sarebbe stato riscattato: a causa del grande potere del Re Prete, però, il Cavaliere sarebbe comunque morto nel tentativo.
Isolde rivelò a Soth la sua visione, ed egli s'impegnò in questa ricerca. Durante il suo viaggio, però, incontrò quelle stesse chieriche, una volta compagne di Isolde, che avvelenarono la mente di Soth con bugie su una presunta infedeltà di sua moglie con uno dei suoi cavalieri: esse gli dissero che era stato mandato in ricerca perché sua moglie sapeva che sarebbe morto, e che questo era un suo grande desiderio da lungo tempo. Adirato, Soth abbandonò la sua ricerca e giunse dinanzi a sua moglie nel momento in cui il Cataclisma cominciava: in quel momento, un candeliere cadde sulla donna e sul figlio neonato, incendiando le loro vesti. Isolde lo implorò di salvare almeno il loro bambino, ma Soth le voltò le spalle, accecato dall'odio. Con il suo ultimo respiro quindi, la moglie lo maledisse: «Lord Soth! Che tu sia maledetto! Vivrai una vita per ogni vita che la tua follia ha spezzato oggi», e pronunciata la maledizione il fuoco sommerse l'intera fortezza, apparentemente uccidendo Soth, i suoi seguaci ed il resto degli abitanti di Dargaard Keep. Ma Soth non morì, divenne un Cavaliere della Morte, ed i suoi seguaci divennero guerrieri scheletrici. Le sacerdotesse elfiche divennero banshee, maledette anch'esse, condannate a ricordargli la sua follia ogni notte.

### Guerra delle Lance
Mentre Takhisis stava tentando di entrare in Krynn nella sua forma fisica, Soth era al comando della sua legione di non morti. Sotto il suo comando, un grande numero di creature non morte (inclusi molti dei suoi seguaci cavalieri della morte e banshee con carri trainati da viverne) aprì una breccia in Palanthas, la Città mai Conquistata. Comunque sia, Soth aveva i suoi motivi. Il suo scopo era non di servire Takhisis, ma di acquisire l'anima di uno dei suoi generali, un Sommo Signore dei Draghi, la donna umana Kitiara Uth Matar. La natura autosufficiente e la forte vitalità della donna avevano riacceso in qualche modo il suo cuore di non morto, ed egli voleva farla divenire la sua consorte eterna. Comunque, a causa della slealtà di uno dei suoi servitori, Caradoc, il suo piano andò in fumo.
Il gioco di ruolo per PC Death Knights of Krynn (nel quale Soth è rappresentato) è ambientato durante questa era.

### Dominio in Ravenloft
Le nebbie di Ravenloft strapparono Soth e Caradoc da Krynn mentre i due combattevano e li divise. Quando le nebbie di Ravenloft presero Soth, lui fu portato nel dominio di Barovia. Volendo ritornare a Krynn, Soth cercò Strahd Von Zarovich, il sovrano del dominio sperando che Strahd l'aiutasse.
Strahd tentò di usare Soth a suo vantaggio, ma questo gli costò per fortuna un solo drago rosso, il quale era uno dei suoi guardiani del castello. Dopo una serie di avventure con la ragazza Vistani Magda e il tasso mannaro Azrael Dak, Soth aveva scoperto che Strahd stava nascondendo Caradoc presso di sé. Soth attaccò incessantemente Strahd e il vampiro non ebbe nessun'alternativa al rilascio di Caradoc per tenere il suo dominio integro. Soth inseguì poi Caradoc finché finalmente lo catturò sull'orlo delle Nebbie.
A Soth fu concesso in seguito il dominio Sithicus ("terra di spettri" nella lingua elfica) in Ravenloft, ma fu privato della sua vendetta contro Caradoc. Il suo castello, Nedragaard Keep, era una caricatura della Dargaard di Krynn che cambiava continuamente forma, così Soth non riusciva a mantenere l'ordine militare com'era abituato. La storia della sua ascensione è raccontata in Knight of the Black Rose, mentre la storia della sua liberazione è raccontata in Specter of the Black Rose.

### Guerra delle Anime
Al suo ritorno su Krynn, Mina, l'Eletta di Takhisis, tentò di arruolare Soth per condurre gli eserciti della Regina Oscura. L'esperienza di Soth in Sithicus l'aveva però cambiato e in virtù di questo rifiutò la sua offerta. Per tutto il tempo nel Reame del Terrore, Soth si trovò ad entrare in molti mondi speculari, ognuno che conteneva una porzione del suo passato. Queste immagini furono sufficienti da alterare il suo essere per sempre, facendo ritornare un piccolo pezzo della sua umanità. In ritorsione a questo insulto, Takhisis ripristinò la mortalità di Soth, schiacciandolo sotto la breccia della sua stessa fortezza. Il cavaliere caduto perì col suo onore ripristinato, sapendo che avrebbe cercato la matrona elfica e suo figlio nella vita ultraterrena per sempre.